# Araeoncus clivifrons
Araeoncus clivifrons es una especie de araña araneomorfa del género Araeoncus, familia Linyphiidae. La especie fue descrita científicamente por Deltshev en 1987.
La longitud del cuerpo del macho es de 2,1 milímetros y de la hembra 2,12 milímetros. Las fases fenológicas en el macho se dan en los meses de julio y agosto y la hembra también en agosto. La especie se distribuye por Bulgaria.